# Rimbez-et-Baudiets
Rimbez-et-Baudiets é uma comuna francesa na região administrativa da Nova Aquitânia, no departamento Landes. Estende-se por uma área de 39,5 km². Em 2010 a comuna tinha 105 habitantes (densidade: 2,7 hab./km²).